# Abû ʻUmar al-Kindî
Pour les articles homonymes, voir Al-Kindi (homonymie).
 (avril 2021).
La mise en forme du texte ne suit pas les recommandations de Wikipédia : il faut le « wikifier ».
Les points d'amélioration suivants sont les cas les plus fréquents. Le détail des points à revoir est peut-être précisé sur la page de discussion.
- Les titres sont pré-formatés par le logiciel. Ils ne sont ni en capitales, ni en gras.
- Le texte ne doit pas être écrit en capitales (les noms de famille non plus), ni en gras, ni en italique, ni en « petit »…
- Le gras n'est utilisé que pour surligner le titre de l'article dans l'introduction, une seule fois.
- L'italique est rarement utilisé : mots en langue étrangère, titres d'œuvres, noms de bateaux, etc.
- Les citations ne sont pas en italique mais en corps de texte normal. Elles sont entourées par des guillemets français : « et ».
- Les listes à puces sont à éviter, des paragraphes rédigés étant largement préférés. Les tableaux sont à réserver à la présentation de données structurées (résultats, etc.).
- Les appels de note de bas de page (petits chiffres en exposant, introduits par l'outil «  Source ») sont à placer entre la fin de phrase et le point final[comme ça].
- Les liens internes (vers d'autres articles de Wikipédia) sont à choisir avec parcimonie. Créez des liens vers des articles approfondissant le sujet. Les termes génériques sans rapport avec le sujet sont à éviter, ainsi que les répétitions de liens vers un même terme.
- Les liens externes sont à placer uniquement dans une section « Liens externes », à la fin de l'article. Ces liens sont à choisir avec parcimonie suivant les règles définies. Si un lien sert de source à l'article, son insertion dans le texte est à faire par les notes de bas de page.
- La présentation des références doit suivre les conventions bibliographiques. Il est recommandé d'utiliser les modèles {{Ouvrage}}, {{Chapitre}}, {{Article}}, {{Lien web}} et/ou {{Bibliographie}}. Le mode d'édition visuel peut mettre en forme automatiquement les références.
- Insérer une infobox (cadre d'informations à droite) n'est pas obligatoire pour parachever la mise en page.

Pour une aide détaillée, merci de consulter Aide:Wikification.
Si vous pensez que ces points ont été résolus, vous pouvez retirer ce bandeau et améliorer la mise en forme d'un autre article.
Abû ʻUmar Muhammad ibn Yûsuf ibn Yaʻqûb al-Kindî al-Tujîbî (أبو عمر محمد بن يوسف بن يعقوب الكندي التجيبي) est un historien arabe né en 897 et mort en 961, dont l'œuvre constitue une source primordiale pour reconstituer l'histoire de l'Égypte aux premiers siècles de l'Islam.

## Biographie
Né à Fostat le 10 dhû l-hijja 283 (17 janvier 897) dans le clan des Tujîb (une partie de la tribu des Kinda et de la sous-tribu des Sakûn), un de ces nombreux groupes originaires du sud de l’Arabie qui s’installèrent à Fostat après la conquête de l’Égypte en 641. Au moins deux de ses ancêtres avaient occupé des postes politico-militaires importants en Égypte aux VIIe et VIIIe siècles. La vie d’al-Kindî est mal connue. Il est probablement resté toute sa vie en Égypte, où il étudia les traditions prophétiques (hadith). Il enseigna lui-même le hadith mais ne devint pas un maître célèbre dans cette discipline. Il appartenait à l’école juridique hanafite et était réceptif aux idées chiites. Il fut également un expert en généalogies, mais est surtout connu comme historien de l’Égypte. La plupart des auteurs datent sa mort du 3 ramadan 350 (15 octobre 961).

## Ouvrages perdus
La plupart des ouvrages historiques d’al-Kindî sont perdus. Sa bibliographie comprenait à l'origine :
- Le Livre de l’armée occidentale (al-Jund al-gharbî ou al-Ajnâd al-ghurabâ’) ;
- Le Livre du fossé et des moments de repos (Kitâb al-khandaq wa-l-tarawîh) qui décrit probablement la guerre de 65/684 entre le gouverneur zubayride d’Égypte, Ibn Jahdam, et les Omeyyades ;
- Les Lotissements tribaux (al-Khitat), premier ouvrage entièrement consacré à une description topographique de Fustat ;
- L’Histoire de la grande mosquée des « gens de l’étendard » (Akhbâr masjid ahl al-râya al-aʻzam), c’est-à-dire la mosquée de ʻAmr à Fustat ;
- Une Biographie d’al-Sarî ibn al-Hakam (Sîrat al-Sarî ibn al-Hakam), un gouverneur militaire et financier de l’Égypte au début du IIIe/IXe siècle dont les descendants étaient proches de la dynastie Toulounide ;
- Un Livre des clients (Kitâb al-mawâlî), une histoire des Égyptiens non arabes ayant atteint une position sociale élevée ;
- Une Biographie de Marwân ibn al-Jaʻd (Sîrat Marwân ibn al-Jaʻd), c’est-à-dire du calife omeyyade Marwan II (r. 127-132/744-750).

Tous ces livres sont perdus et les auteurs ultérieurs n’ont conservé que quelques citations.

## Ouvrages préservés
Deux de ses ouvrages ont survécu, tous deux publiés par Rhuvon Guest dans son édition de référence de 1912 :
- Le Livre des gouverneurs égyptiens (Tasmiyat wulât Misr ou Umarâ’ Misr), une histoire politique de Fustat à travers la succession de ses gouverneurs jusqu’en 334/946, poursuivie par un auteur anonyme jusqu’en 358/969. Ce livre représente une source majeure pour l’histoire politique égyptienne jusqu’à l’arrivée des Fatimides.
- L’Histoire des juges égyptiens (Akhbar qudât Misr, également connu dans l’historiographie classique sous le titre Kitab al-qudât ou Akhbar al-qudât). L’ouvrage couvre l’histoire de la magistrature de Fustat jusqu’en 270/884. L’œuvre d’al-Kindî fut poursuivie par plusieurs auteurs, dont Ahmad ibn ʻAbd al-Rahmân ibn Burd (fin du IVe/Xe siècle), Ibn Zulaq (m. 386/996), Ibn al-Mulaqqin (m. 804/1401-2) et Ibn Hajar al-ʻAsqalânî (m. 852/1449).

### En langue originale
- Al-Kindī, The History of the Governors of Egypt, éd. N.A. Koenig, New York, 1908.
- Al-Kindī, The History of the Egyptian Cadis as Compiled by Abū Omar Muḥammad ibn Yūsuf ibn Yaʿqūb al-Kindī, éd. Richard J.H. Gottheil, Paris-Istanbul, 1908.
- Al-Kindī, The Governors and Judges of Egypt, éd. Rhuvon Guest, Leyde, 1912.
- Al-Kindī, Akhbār quḍāt Miṣr, éd. Ḥusayn Naṣṣār, Le Caire, 2005.

### En traduction
- Al-Kindī, Histoire des cadis égyptiens (Aḫbār quḍāt Miṣr), présenté, traduit et annoté par Mathieu Tillier, Institut français d'archéologie orientale, Le Caire, 2012.